# Becske
Becske é um município da Hungria, situado no condado de Nógrád. Tem 15,66 km² de área e sua população em 2015 foi estimada em 530 habitantes.